# Musca sannio
Musca sannio är en tvåvingeart som först beskrevs av Harris 1780.  Musca sannio ingår i släktet Musca och familjen styltflugor. Inga underarter finns listade i Catalogue of Life.